# Mosteiro Real de Santa Inés del Valle (Écija)

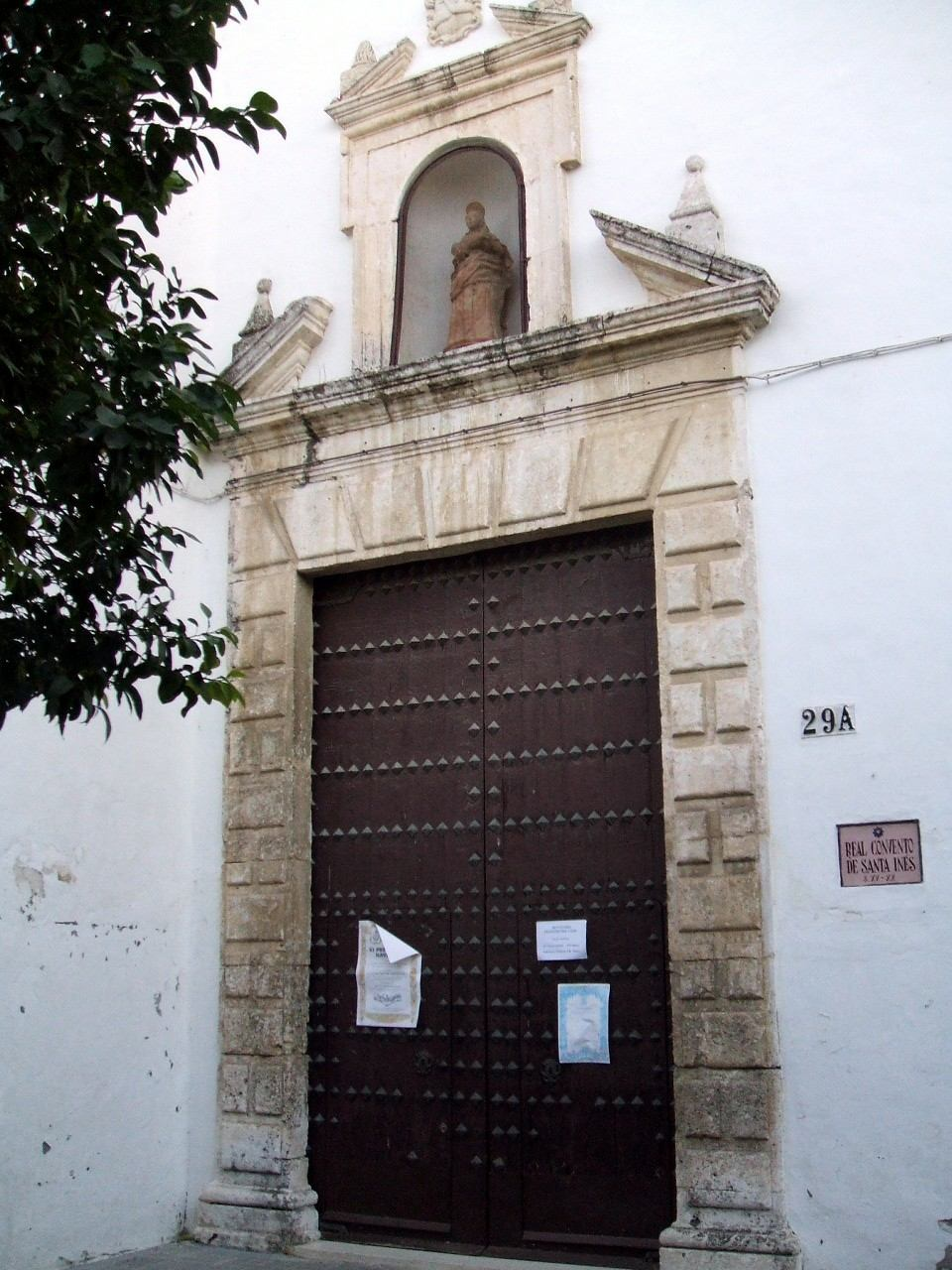
Mosteiro Real de Santa Inés del Valle

Mosteiro Real de Santa Inés del Valle está localizado em Écija, província de Sevilha, Espanha. O convento é servido pelas Clarissas . Fundado no final do século XV, a sua igreja é de estilo barroco e data do início do século XVII. Relatórios de 2002 afirmavam que o prédio estava em sério estado de degradação.